# 姦臣
姦臣（かんしん）、奸臣は、臣下の一類型。君主に取り入り、害をなす者を指す。君側の奸。

## 韓非子における姦臣
『韓非子』第十四・姦劫弑臣において詳説されている。
まず、姦臣とは君主の心に合わせた言動を行うことで信を得るとする。常に自分の意を得た君主が姦臣を信ずるのようになるのは道理であり、その信に乗じて毀誉を君主に吹き込むことで臣下の人事を握り、君主の耳に入る情報をコントロールすることで、君主を自由に操り、国を機能不全にすると説く。

## 管子における姦臣
君主と臣下をそれぞれ7つに類型化して論じた『管子』第五十二・七主七臣において言及されている。
姦臣は、讒言によって君主を脅し、無実の者を敵に仕立てあげて、それを罰させるように誘導する。これによって、君主に対する臣下の信頼を失わせるとする。

## 戦国策における姦臣
君主に道を誤らせる、あるいは単に論者にとって都合の悪い意見を言う臣下を攻撃するレッテルとしても使用されている。
『戦国策』・第二十二巻・魏一・襄王で蘇秦が秦に対抗すべく合従策を説く場面で使われている。ここでは、秦に味方せよと説く臣は姦臣であり、忠臣ではないと断じている。

## 正史における姦臣
多くの正史、たとえば『新唐書』、『遼史』、『宋史』、『元史』、『明史』などで姦臣に関する章が設けられている。
その意義について『高麗史』では、世には常に姦臣がおり、君主が優秀であればそれを抑えられるが、そうでなければ危機が起きる。高麗では仁宗以後姦臣が相次いで出て国を滅ぼした。よって後世の戒めとして姦臣伝を作ると記している。

### 遼史の姦臣
列伝の40巻と41巻（通巻では110巻と111巻）を「姦臣上」「姦臣下」にあてている。
序文では「『春秋』は褒貶と善悪を並べて書き、勧懲を示している。故に遷は（史記に）佞幸、酷吏の伝を、欧陽脩は（新唐書に）姦臣の録をおいているが、これは君主の鑑とするためであり、臣下の知とするためである。この天地聖賢の心は、国家の安危の機であり、治乱の原である。遼の耶律乙辛より出現した姦臣十人の敗国はみな戒めとするに足るものなので、この『伝』で列する」とし、次の11人を掲載している。
- 姦臣上：耶律乙辛、張孝傑、耶律燕哥、蕭十三（中国語版）
- 姦臣下：蕭余里也、耶律合魯（中国語版）、蕭得裏特、蕭訛都斡（中国語版）、蕭達魯古（中国語版）、耶律塔不也、蕭図古辞

## 日本の史書における姦臣
もともと紀伝体の史書が少なく、『大日本史』でも姦臣伝は設けられていない。わずかに『野史』が276巻を『姦臣傳』として石田三成を扱っている。